# Bryonia multiflora
Bryonia multiflora là một loài thực vật có hoa trong họ Cucurbitaceae. Loài này được Boiss. & Heldr. mô tả khoa học đầu tiên năm 1849.